# Józef Kowalewski

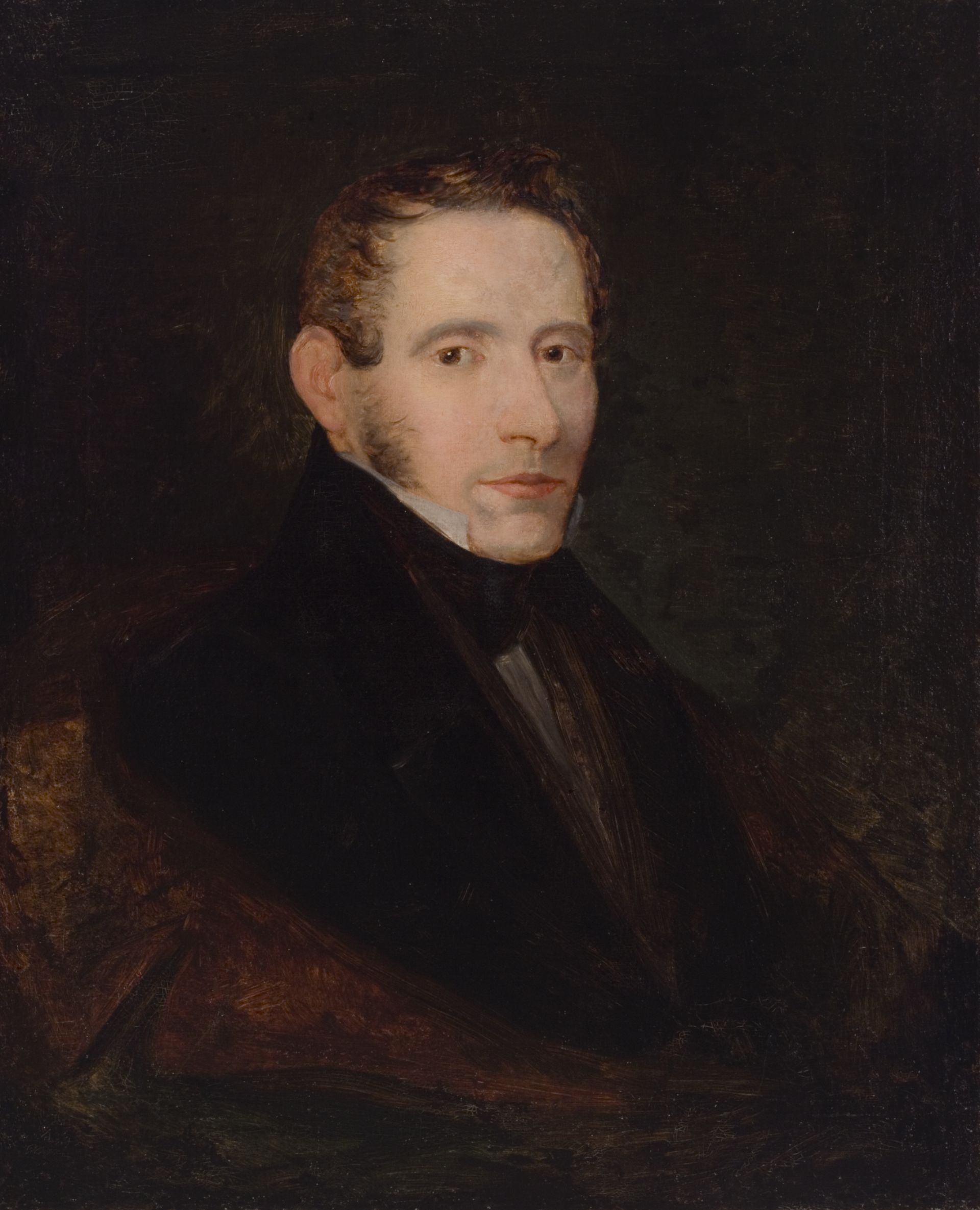
Józef Kowalewski (Palikarp Jutejka, Litauisches Kunstmuseum)

Józef Szczepan Kowalewski, auch Ossip Michailowitsch Kowalewski und Joseph Étienne Kowalewski, (russisch Осип Михайлович Ковалевский; * 28. Dezember 1800jul. / 9. Januar 1801greg. in Brzostowica Wielka (Grodnenskaja Oblast); † 26. Oktoberjul. / 7. November 1878greg. in Warschau) war ein polnisch-russischer Mongolist, Buddhismuskundler und Hochschullehrer.

## Leben
Kowalewskis Vater war uniert-orthodoxer Priester mit geringem Einkommen, während die Mutter polnischer Herkunft war. Kowalewski hatte zwei Brüder und blieb sein Leben lang katholisch. Die Kinder erhielten eine häusliche Erziehung. Kowalewski wurde bereits 1808 aufs Gymnasium in Swisslatsch geschickt, das der Universität Wilna unterstand. Während des Französisch-Russischen Krieges 1812 wurde Swisslatsch von sächsischen Truppen unter Karl Philipp zu Schwarzenberg besetzt. Das Gymnasium wurde geplündert, so dass Kowalewski seine Habseligkeiten und ein Schuljahr verlor.
1817 begann Kowalewski das Studium an der Fakultät für Literatur und Freie Künste der Universität Wilna. Er studierte Altgriechisch und Latein bei Gottfried Ernst Groddeck. Bald trat er auf Empfehlung Adam Mickiewiczs in den geheimen Philomathenbund ein und beteiligte sich dort an den Aktivitäten der Union der Freunde und der Gesellschaft der Philareten. Seinen Lebensunterhalt verdiente er sich mit Privatstunden. 1819 empfahl Groddeck Kowalewski dem Universitätsrektor Szymon Malewski, worauf Kowalewski eine Anstellung beim Pädagogischen Institut der Universität und eine Dienstwohnung erhielt. Gleichzeitig nahm Groddeck ihn in sein Seminar auf. 1821 wurde Kowalewski Sekretär der Abteilung I des Philomathenbundes und 1821 Vorsitzender der Abteilung, aber wegen der Belastung durch seine wissenschaftliche Arbeit war er nicht sehr aktiv. 1821 erschien seine erste wissenschaftliche Arbeit über die Beschreibung des Lebens in den Briefen des Longinos, mit der er zum Kandidaten der Wissenschaft promoviert wurde. Kowalewski lehrte polnische und lateinische Literatur am Gymnasium Wilna und bereitete eine Übersetzung der Historien des Herodot ins literarische Polnisch vor. 1823 veröffentlichte er die Groddeck gewidmete Übersetzung der Abhandlung Peri hýpsous („Über das Erhabene“) des Pseudo-Longinos und eine kritische Ausgabe der ersten sechs Bücher der Metamorphosen Ovids für Gymnasiasten. Für diese Ausgabe erhielt er eine Prämie von 250 Rubel. Groddeck sah ihn als seinen Nachfolger auf dem Lehrstuhl vor.
Im Mai 1823 wurde Nikolai Nikolajewitsch Nowossilzew Kurator des Wilnaer Wissenschaftsbezirks, der sogleich eine strenge Repressionspolitik einführte. Als ein Gymnasiast die Forderung nach der Wiederherstellung der Verfassung vom 3. Mai 1791 auf eine Schultafel schrieb, wurden Philareten und auch Kowalewski verhaftet. Kowalewski wurde die Zugehörigkeit zu einer illegalen Organisation vorgeworfen und, dass in seiner Wohnung Verse gegen die Regierung geschrieben worden seien. Er wurde zusammen mit Mickiewicz im Basilianerkloster gefangen gehalten. Im April 1824 wurden auf Antrag des Universitätsrektors Wacław Pelikan 27 Lehrer und Kowalewski unter Bürgschaft ihrer Kollegen aus der Haft entlassen. Kowalewski fuhr zu seinen Verwandten nach Lewkowo. Nachdem im Oktober 1824 Alexander I. das Urteil unterschrieben hatte, wurden sechs der Angeklagten nach Kasan verbannt. Dazu gehörte Kowalewski, der mit zwei anderen der Universität Kasan zum Studium der östlichen Sprachen zugeordnet wurden.
Im Oktober 1824 kam Kowalewski in Kasan an, wo er unter Polizeiüberwachung stand. In der Universität Kasan versah er ab dem Herbst 1825 das Amt des Innenaufsehers. Im Januar 1827 wurde er Assistent des Inspektors. Während dieser Zeit studierte er Tatarisch, Arabisch und Persisch bei Ibrahim Chalfin, Franz von Erdmann und Alexander Kassimowitsch Kasembek. Daneben kommentierte er seine Übersetzung der Historien des Herodot und übersetzte die Bíoi parálleloi (οἱ βίοι παράλληλοι, „Parallele Lebensbeschreibungen“) Plutarchs. Er erstellte ein tatarisches Wörterbuch und sammelte Materialien für eine Geschichte des Khanats Kasan.
Als auf Veranlassung des neuen Kurators Michail Nikolajewitsch Mussin-Puschkin die Einrichtung eines Lehrstuhls für Mongolistik beschlossen worden war, wurden Kowalewski und der Student Alexander Wassiljewitsch Popow zu vierjährigen Forschungen in Sibirien mit Basis Irkutsk abgeordnet. Im Mai 1828 reiste Kowalewski nach Sibirien ab. Erst im Juli kam Kowalewski in Irkutsk an, wo nichts für die Kasaner Wissenschaftler vorbereitet war und der Gouverneur Iwan Bogdanowitsch Zeidler ihnen sehr vorsichtig entgegentrat. Aufgenommen wurde Kowalewski vom Lehrer der Mongolischen Sprache Alexander Wassiljewitsch Igumnow, bei dem er schnell Mongolisch lernte. Kowalewski fand Interesse an dem epischen Gedicht über den tibetischen König Gesar. Die geplante Reise in die burjatischen Steppen drohte zu scheitern, da weder Geld noch Anweisungen aus Kasan kamen. Kowalewski wandte sich an den Kurator in Kasan, um die nötige Unterstützung von den örtlichen Behörden und Zugang zu den Bibliotheken der transbaikalischen buddhistischen Dazane zu erhalten.
Für die Rückkehr der russischen 10. Geistliche Mission aus Peking musste ein Beamter mit den nötigen Dokumenten für das Lifanyuan nach Urga geschickt werden. Trotz der Schwierigkeiten der Winterreise gelangte Kowalewski in drei Tagen von Irkutsk nach Troizkossawsk an der chinesischen Grenze. Zurück in Irkutsk schrieb er einen Reisebericht, der im Kasanski Westnik 1829 erschien. Während seiner Abwesenheit  hatten er und Popow vom Kasaner Universitätsrektor Nikolai Iwanowitsch Lobatschewski neue Anweisungen für die Erforschung der Geschichte und Herkunft der Stämme Sibiriens und der Mongolei mit sorgfältigem Quellenstudium erhalten. Bereits im März 1829 reisten Kowalewski, Popow und Igumnow auf dem Eis der Angara und des Baikalsees in die burjatischen Steppen nach Werchneudinsk. Im Tamtschinski-Dazan blieben sie einen Monat. In Selenginsk an der Selenga (seit 1840 Nowosselenginsk, in der Nähe vom heutigen Gussinoosjorsk und etwa 200 km oberhalb des 1961 gegründeten Selenginsk) traf er sich mit den seit 1819 dort lebenden Missionaren der Londoner Bibelgesellschaft, mit denen er bis zum Spätherbst Transbaikalien bereiste. Er kopierte 15 mongolische Handschriften. Das Oberhaupt der 18 Selenginsker Stämme Lombozeren übergab Kowalewski eine Handschrift, die er 1835 ins Russische übersetzte und die dann Grundlage für seine Buddhistische Kosmologie wurde.
Zurück in Irkutsk lernte Kowalewski Anfang 1830 Hyacinth Bitschurin kennen, der sich auf einer Forschungsreise nach Transbaikalien befand und mit dem Kowalewski nun zusammenarbeitete. Mit Genehmigung des Ministers für Volksbildung schloss sich Kowalewski zur Verbesserung seiner Mongolischkenntnisse der 11. Geistlichen Mission als Schreiber des Karawanenführers auf der Reise nach Peking an. Im Juli 1830 verließ die Karawane Troizkossawsk und war im September in Ugar, das Kowalewski bereits kannte. In der günstigen herbstlichen Reisezeit wurden die Mongolei und die Wüste Gobi durchquert, so dass die Mission im November chinesisches Gebiet betrat. In Peking verbrachte Kowalewski sieben Monate. Er genoss dort die Unterstützung der Wissenschaftler der Mission Iossif Pawlowitsch Woizechowski und Daniil Siwilow, die später Professoren der Universität Kasan für Chinesisch und Mandschurisch wurden, und ihres Leiters Pjotr Kamenski. Im Juni 1831 verließ Kowalewski mit den Missionaren Peking und kam im September glücklich nach Troizkossawsk zurück. Seine Briefe und Berichte waren regelmäßig in Kasan und St. Petersburg gedruckt worden. Die Berichte über die Korruption und Fremdenfeindlichkeit in China erregten Aufsehen. Zudem entstand die Sorge, dass die berichteten topografischen Einzelheiten von chinesischen Behörden als Spionage interpretiert werden könnten, so dass der Direktor des Asiatischen Departements Konstantin Konstantinowitsch Rodofinikin den Volksbildungsminister Karl von Lieven und den Postdirektor Ostsibiriens aufforderte, den Versand der entsprechenden Zeitungsausgabe nach Troizkossawsk und nach China zu verhindern.
Kowalewskis und Popows vierjähriger Forschungsauftrag endete im Mai 1832, worauf sie sich in St. Petersburg beim Akademiemitglied Isaak Jakob Schmidt zur Prüfung vorzustellen hatten. Kowalewski bat Lobatschewski und Mussin-Puschkin um eine Verlängerung, worauf er im April 1832 nach Selenginsk für ein vertieftes Studium der Grammatik der mongolischen und tibetischen Literatursprache für das Lesen der buddhistischen theologischen Schriften geschickt wurde. Im Oktober reiste Kowalewski nach Troizkossawsk, um eine Militärschule für die Kinder der burjatischen Unteroffiziere zu eröffnen. Vier ihrer besten Absolventen wurden 1835 aufs Gymnasium in Kasan geschickt. Im Januar 1833 war er wieder in Irkutsk. Sogleich reiste er nach Kasan weiter, wo er im März eintraf. In seinem Bericht beschrieb er die Ergebnisse seiner Forschungsreise: die vorbereitete mongolische Grammatik, das große mongolisch-russische Wörterbuch mit 40.000 Einträgen und 189 mongolische und tibetische Abhandlungen in 2433 Büchern, darunter 48 Handschriften und 870 von Burjaten übergebene Bücher. Zur Prüfung seiner Ergebnisse reiste er als Verbannter mit Sondergenehmigung Nikolaus I. nach St. Petersburg, wo Isaak Jakob Schmidt eine sehr positive Beurteilung abgab und Kowalewski und Popow für den neuen Lehrstuhl für Mongolistik in Kasan empfahl. 1833 wurde Kowalewski als Leiter auf diesen Lehrstuhl berufen.
Im Juni 1833 wurden Kowalewski und Popow zu Adjunkten der Universität Kasan ernannt. 1835 wurde Kowalewski außerordentlicher Professor und 1837 ordentlicher Professor. Zu seinen Schülern gehörten Alexei Alexandrowitsch Bobrownikow, Dordji Banzarov, Galssan Gombojew, Nikolai Iwanowitsch Sommer und Wassili Pawlowitsch Wassiljew. 1837 wurde Kowalewski zum Korrespondierenden Mitglied der Kaiserlichen Akademie der Wissenschaften gewählt. 1837–1841 war er Dekan der 1. Abteilung der philosophischen Fakultät der Universität Kasan. Die Wahl Kowalewskis zum Wirklichen Mitglied der Kaiserlichen Akademie der Wissenschaften 1847 wurde von Nikolaus I. nicht genehmigt. Kowalewski war Mitglied der Société asiatique in Paris und der Dänischen Gesellschaft der Altertumsforscher in Kopenhagen. Kowalewskis Hauptwerk war das Mongolisch-Russisch-Französisch-Wörterbuch, dessen erster Band 1844 erschien. Dafür erhielt er 1846 den Demidow-Preis. Der zweite Band folgte 1846 und der dritte 1849. Als Karl Karlowitsch Voigt 1852 die Universität Kasan verließ und Rektor der Universität Charkow wurde, übernahm Kowalewski das Amt des Dekans der historisch-philologischen Fakultät. Nach der Erkrankung des Rektors Iwan Michailowitsch Simonow 1854 übernahm Kowalewski dessen Amt. 1855 wurde er dann selbst zum Rektor ernannt sowie zum Wirklichen Staatsrat (4. Rangklasse). 1857 wurde er für 5 weitere Jahre bestätigt. Aufgrund von Studentenunruhen wurde Kowalewski 1860 auf persönlichen Befehl Alexanders II. entlassen.
Kowalewski kehrte sogleich nach Wilna zurück, wo seine Verwandten und Bekannten lebten, auch Karol Kowalewski, der eine Druckerei in Warschau neben der Warschauer Hauptschule (Nachfolgerin der 1831 geschlossenen Universität) besaß. 1862 ging Kowalewski nach Warschau, wo eine revolutionäre Begeisterung vorherrschte, und nahm den Vorschlag der Regierung des Königreichs Polen an, Dekan der historisch-philologischen Fakultät der Warschauer Hauptschule zu werden. Er hatte seine gesamte Bibliothek und sein Archiv mitgenommen, um nun Materialien über China und die Mongolei herauszugeben. Er wohnte direkt neben der Warschauer Hauptschule. Im September 1862 ernannte ihn die Kommission für Religion und Volksbildung zum Professor an der Warschauer Hauptschule und Dekan der historisch-philologischen Fakultät.
Während des Januaraufstandes 1863–1864 wurde im September 1864 aus Kowalewskis Haus in seiner Abwesenheit auf den Statthalter von Polen Friedrich Wilhelm Rembert von Berg geschossen und eine Bombe geworfen, worauf alle Personen in dem Haus verhaftet wurden. Dies wurde von der internationalen Presse aufgegriffen, zumal bei der Durchsuchung des Hauses die Soldaten das Klavier aus dem Besitz Chopins auf die Straße geworfen hatten. Diese Episode war die Grundlage eines Gedichts von Cyprian Kamil Norwid. Kowalewski verlor durch Brand und Plünderung einen wesentlichen Teil seines Archivs, insbesondere seiner Tagebücher, die er veröffentlichen wollte. Verloren waren die Übersetzungen aus mongolischen Büchern über die Geschichte des Buddhismus und über Dschingis Khan. Während des Aufstandes übte er als loyaler Staatsdiener weiter sein Amt als Dekan aus. Er erhielt die Medaille Für die Unterdrückung des polnischen Aufstandes und den Sankt-Stanislaus-Orden I. Klasse. Gleichzeitig wurde er bezüglich seiner Verurteilung 1824 rehabilitiert. Im Studienjahr 1864–1865 hielt er Vorlesungen über die Geschichte Chinas, Indiens und Persiens. Anfang 1865 zog er in das Haus an der Königsstraße um, in dem sich die Druckerei Karol Kowalewskis befand. Privat las Kowalewski Alexander Iwanowitsch Herzens Zeitschrift Kolokol („Die Glocke“) und kopierte selbst den Brief Wissarion Grigorjewitsch Belinskis an Nikolai Wassiljewitsch Gogol und andere verbotene Texte.

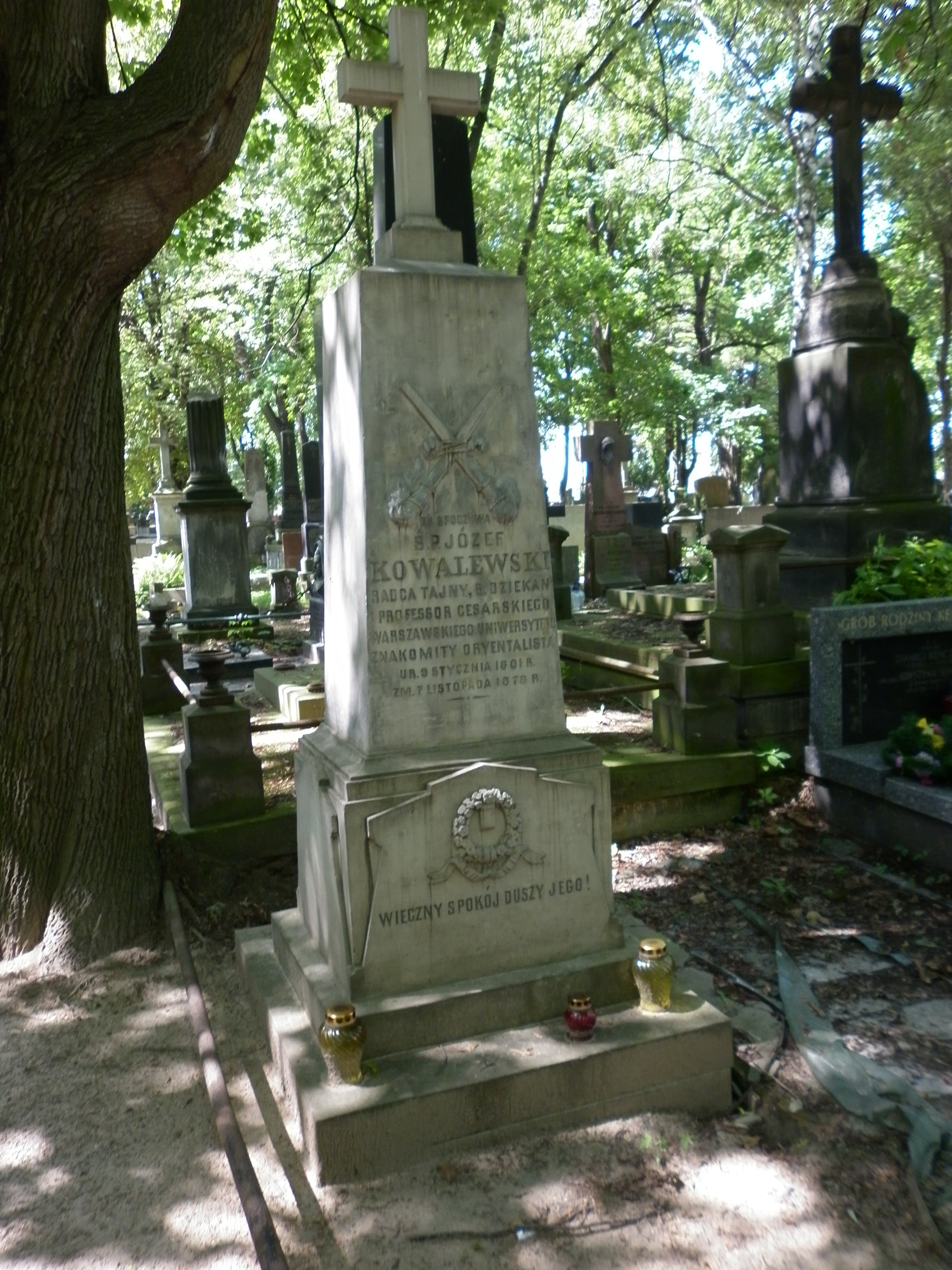
Józef Kowalewskis Grab

Kowalewski setzte sich dafür ein, dass die Warschauer Hauptschule als Universität anerkannt würde. 1869 wurde die Warschauer Hauptschule aufgelöst und die Kaiserliche Universität Warschau eröffnet, wobei nur Doktoren übernommen wurden. Dabei stellte sich heraus, dass Kowalewski Kandidat der Wissenschaften war und nie eine Doktordissertation verteidigt hatte. Darauf veranlasste der Kurator des Wissenschaftsbezirks S. Witte die Ernennung Kowalewski zum Professor unter Umgehung der offiziellen Regeln durch einen Ukas Alexanders II. im Oktober 1869. 1872 folgte die Ernennung zum Geheimen Rat (3. Rangklasse). Am III. Internationalen Kongress der Orientalisten 1876 in St. Petersburg nahm er trotz Einladung nicht teil. 1878 feierte die Universität Warschau die 50-jährige wissenschaftliche Arbeit Kowalewskis, und die Universität Kasan ernannte ihn zum Ehrenmitglied.
Kowalewski war verheiratet mit einer Kasanerin. Ihre Kinder waren russisch-orthodox. Nikolai Ossipowitsch Kowalewski war Physiologe und wurde Rektor der Universität Kasan. Pawel Ossipowitsch Kowalewski war Schlachtenmaler. Maria Ossipowna Kowalewskaja lernte 1869 im Urlaub in Riga den Orientalisten Wassili Wassiljewitsch Grigorjew kennen.
Kowalewskis Grab befindet sich auf dem Warschauer Powązki-Friedhof. 1883 übergab die Witwe Kowalewskis Schriften und Dokumente der Bibliothek der Universität Wilna.

## Ehrungen
- Sankt-Stanislaus-Orden I. Klasse (1864)
- Russischer Orden der Heiligen Anna I. Klasse (1869)
- Orden des Heiligen Wladimir II. Klasse (1877)